# Anthicus punctulatus
Anthicus punctulatus är en skalbaggsart som beskrevs av Leconte 1851. Anthicus punctulatus ingår i släktet Anthicus och familjen kvickbaggar. Inga underarter finns listade i Catalogue of Life.